# Самойлово (Московская область)
Самойлово — деревня в Сергиево-Посадском районе Московской области России, входит в состав городского поселения Пересвет.

## Население
| 1859 | 1895 | 1905 | 1926 | 2002 | 2006 | 2010 |
| ---- | ---- | ---- | ---- | ---- | ---- | ---- |
| 131  | ↗195 | ↘177 | ↗336 | ↘16  | ↗23  | ↘3   |

## География
Деревня Самойлово расположена на севере Московской области, в центральной части Сергиево-Посадского района, примерно в 63 км к северу от Московской кольцевой автодороги и 11 км к северу от станции Сергиев Посад Ярославского направления Московской железной дороги, на берегу реки Куньи бассейна Дубны.
В 9 км юго-восточнее деревни проходит Ярославское шоссе М8, в 3 км к югу — Московское большое кольцо А108, в 32 км к западу — автодорога Р112. Ближайшие населённые пункты — город Пересвет и деревня Коврово.
К деревне приписано три садоводческих товарищества (СНТ).

## История
В «Списке населённых мест» 1862 года — владельческое сельцо 2-го стана Александровского уезда Владимирской губернии по правую сторону Угличского просёлочного тракта от границы Дмитровского уезда к Переяславскому, в 40 верстах от уездного города и 20 верстах от становой квартиры, при речке Кунье, с 16 дворами и 131 жителем (54 мужчины, 77 женщин).
По данным на 1895 год — деревня Рогачёвской волости Александровского уезда с 195 жителями (91 мужчина, 104 женщины). Основным промыслом населения являлось хлебопашество, в зимнее время женщины и подростки занимались размоткой шёлка и клеением гильз, 18 человек уезжали в качестве прислуги и фабричных рабочих на отхожий промысел в Санкт-Петербург, Сергиевский посад и Александровский уезд.
По материалам Всесоюзной переписи населения 1926 года Самойлово I и Самойлово II — деревни Ковровского сельсовета Рогачёвской волости Сергиевского уезда Московской губернии в 5,3 км от Ярославского шоссе и 11,7 км от станции Сергиево Северной железной дороги; в первой проживало 122 человека (59 мужчин, 63 женщины), насчитывалось 26 хозяйств (25 крестьянских), во второй проживало 214 человек (100 мужчин, 114 женщин), насчитывалось 42 хозяйства (40 крестьянских).
С 1929 года — населённый пункт Московской области в составе:
- Малыгинского сельсовета Сергиевского района (1929—1930)[13],
- Малыгинского сельсовета Загорского района (1930—1936)[14],
- Наугольновского сельсовета Загорского района (1936—1963, 1965—1991)[14][15][16],
- Наугольновского сельсовета Мытищинского укрупнённого сельского района (1963—1965)[15],
- Наугольновского сельсовета Сергиево-Посадского района (1991—1994)[16],
- Наугольновского сельского округа Сергиево-Посадского района (1994—2006)[17],
- городского поселения Пересвет Сергиево-Посадского района (2006 — н. в.)[18][19].